# Punta Blanca
La playa Punta Blanca está situada en el municipio español de Ceuta, en la ciudad autónoma homónima.
Esta playa está situada fuera del casco urbano de Ceuta. Para llegar se accede a través de la carretera del norte que bordea el monte cubierto de pinos. La playa ofrece una panorámica que aglutina las costas de dos continentes: europeo y africano.